# 赵佳芹
赵佳芹（1986年1月22日—），江苏徐州人，中国女子手球運動員，現為中國國家女子手球隊隊員。

## 簡歷
2001年，赵佳芹入选江苏省手球队，期間曾代表球隊在2003年全国女子手球锦标赛中奪得“进球数第一”最佳运动员 。
2010年11月，赵佳芹代表中國出戰廣州亞運會，參加女子手球比賽項目，奪得金牌。